# جي. ديفيد سيمونز
جي. ديفيد سيمونز (بالإنجليزية: J. David Simons)‏ (27 أغسطس 1953، غلاسكو في المملكة المتحدة)؛ روائي بريطاني.